# Voncq
Voncq é uma comuna francesa na região administrativa de Grande Leste, no departamento das Ardenas. Estende-se por uma área de 19,87 km². Em 2010 a comuna tinha 223 habitantes (densidade: 11,2 hab./km²).